# Ocentejo
Ocentejo – gmina w Hiszpanii, w prowincji Guadalajara, w Kastylii-La Mancha, o powierzchni 30,95 km². W 2011 roku gmina liczyła 25 mieszkańców.